# صقلوب

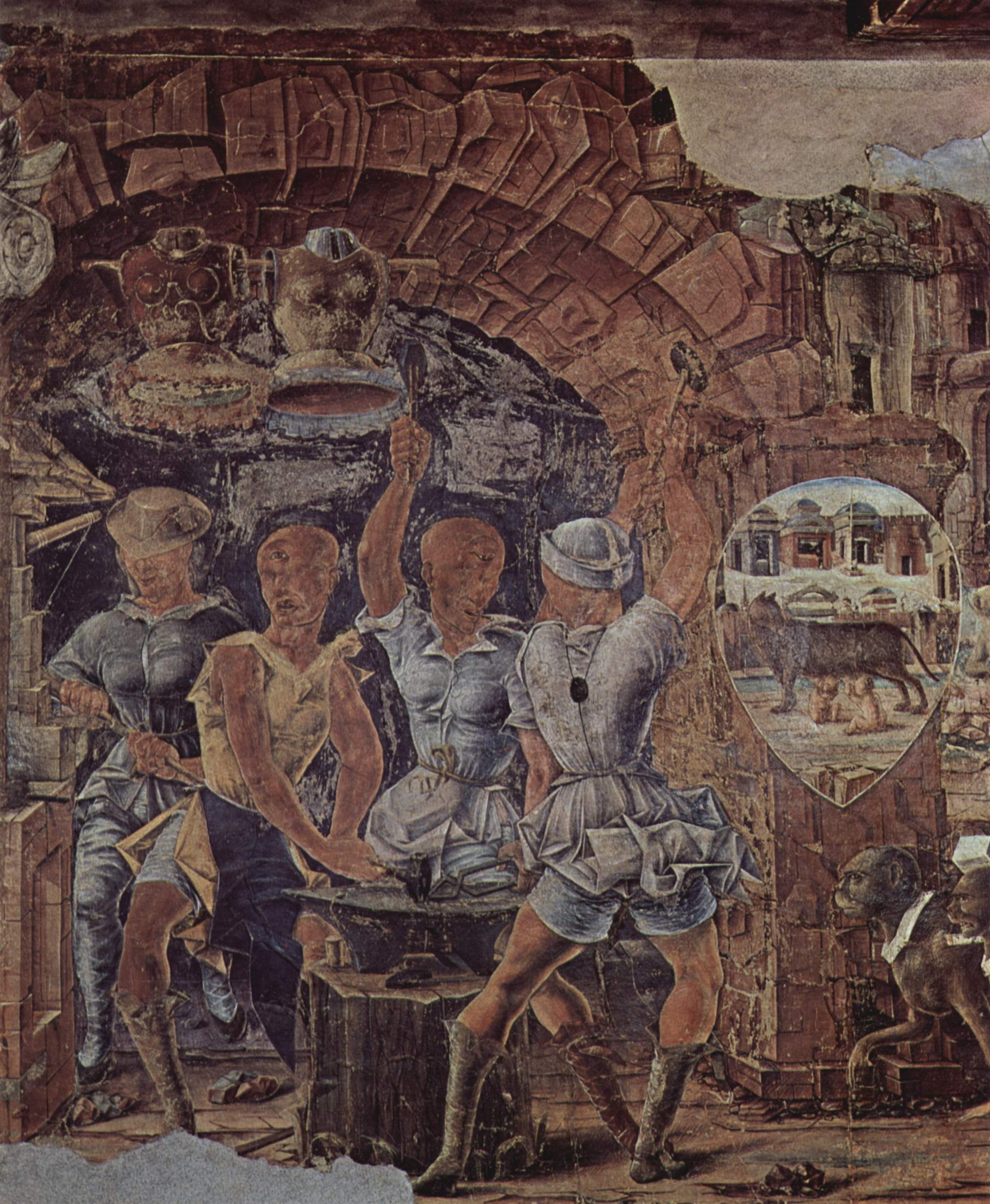
لوحة من القرن الرابع عشر الميلادي تصور مسوخ الصقاليب.

صُقلوب (جمعه صقاليب) وهو الاسم المعرب للكلمة الإغريقية (Κύκλωψ) والتي تعني دائري العين، والاسم (بالإنجليزية: Cyclops أو Kyklops)‏ مشتق من الأصل اليوناني، والصقاليب هم مسوخ من جنس الجبابرة، ذوو عين واحدة وسط الجبهة، وهم في الأساطير الإغريقية عمال مهرة يصنعون الصواعق وأسلحة الآلهة ويحققون الأعمال الكبيرة والضخمة.

## أنواع الصقاليب
في اليونانية يدعون كيكلوباس، وتعني العين المستيدرة، أو ذو العين المدورة أو الواحدة، وأشهرهم الصقلوب بوليفيموس الذي صادفه الملك أوديس في المغارة، وهو ابن الإله بوسيدون إله البحر.
هناك مجموعتان متميزتان من مسوخ الصقاليب في الأساطير الإغريقية القديمة. و حول نشأة الصقاليب، ففي ثيوغونية هسيود وهي قصائد في معرفة أصل الآلهة يقول أن زيوس قد أخرج هذه الصقاليب، أبناء أورانوس (إله السماء)، و غايا (إلهة الأرض) من تارتاروس ليحصل على خاصية سلاح الصاعقة منهم، في حين أنه ووفقاً لأوديسة هومر فإن الملك أوديس قد التقى ببوليفيموس، أحد أبناء بوسيدون وثوسا (Thoosa) والذي عاش مع الصقاليب في البلاد البعيدة.
ويجدر بالذكر أن الباحثين قد اختلفوا في العلاقة بين الفريقين سواء في العصور القديمة أو الحديثة.
المهم الاسم الأصلي هو كيكلوب وليس سايكلوب كما يحلو للبعض تسميته. فاللغة اليونانية فيها حرف الخاء كما هو بالعربية تقريباً  وكثيراً ما يترجمونه من الإنكليزية بدل أخذه مباشرة من اللغة الأم ليترجم بشكل أصح وأفضل. فتصبح كل الكلمات التي فيها الخاء تلفظ كافاً. فمن كيكلوب تحور كلياً لتصبح صقلوب لأنها معربة عن معرب آخر.